# 1971 (film)
1971 (inny tytuł: 1971: Prisoner of War) – indyjski dramat wojenny zrealizowany w 2007 roku przez debiutanta Amrit Sagara w oparciu o prawdziwą historię indyjskich jeńców więzionych na terenie Pakistanu po wojnie z 1971 roku. To film autorski, reżyser jest jednocześnie współscenarzystą i współproducentem filmu. W rolach głównych Manoj Bajpai, Ravi Kishan i inni. Tematem filmu jest brawurowa ucieczka kilku więźniów z obozu pakistańskiego. Po sześciu latach od zakończenia wojny nie doczekawszy się uwolnienia, ryzykują życie próbując dotrzeć do Indii.
Film kręcono w Himachal Pradesh.

## Fabuła
Od przegranej przez Pakistan wojny z 1971 roku minęły lata. Mimo wielokrotnych zaprzeczeń pakistańskiego rządu w więzieniach tego kraju pozostali jeńcy indyjscy. W pilnie strzeżonym obozie jenieckim szóstka żołnierzy decyduje się na ucieczkę. Wokół nich jest obcy, nieznany im kraj. Każdy z mieszkańców gotów jest wydać ich żołnierzom. Tylko niejasno orientują się, gdzie się znajdują i w jakim kierunku jest wytęskniona, wyśniona przez nich granica Indii.
Oto losy każdego z tej szóstki:
Muzułmanin Subedar Ahmed (Chittaranjan Giri). Poświęcił się, aby inni mogli uciec. Gdy zamoczona bomba nie mogła wybuchnąć, wysadził się w powietrze w magazynie broni, wywołując panikę w obozie. Umożliwiła ona ucieczkę pozostałym.
Kapitan Jacob (Ravi Kishan). Zraniony przez pakistańskiego żołnierza, zastrzelił się podczas wyciągania mu kuli przez Kabira i majora. Nie chciał być ciężarem udaremniającym reszcie ucieczkę. Najlepiej zorientowany w terenie przed śmiercią wyznaczył kierunek ucieczki.
Porucznik lotnictwa Ram (Manav Kaul). Gdy wojsko pakistańskie otoczyło uciekinierów, skupił na sobie uwagę wrogów. Odjeżdżając w porwanym gaziku umożliwił ucieczkę na motorze Kabirowi, Gurtu i majorowi. Osaczony zderzył się czołowo jeepem z autem wroga i wysadził w powietrze odbezpieczając granat. Wzbudził tym podziw jednego z Pakistańczyków, który stwierdził: „Oni dotrą do Indii za wszelką cenę, gotowi są za siebie umierać”.
Kapitan Kabir (Kumud Mishra). Przewracający się na zboczu motor przygniótł mu nogę odmrożoną potem podczas marszu. Po nastawieniu złamania niesiony przez góry, w śniegu na plecach majora. Zmarł nocą tuż obok granicy indyjskiej.
Major Suraj Singh (Manoj Bajpai). Dowodził akcją. Miał już za sobą kilka ucieczek. Niósł w śniegu rannego Kabira. Zastrzelony na granicy przy słupku z nazwa Indii. Indusi zmyleni fałszywą kartą identyfikacyjną oddali jego ciało Pakistańczykom uznając go za zastrzelonego dezertera.
Porucznik lotnictwa Gurtu (Deepak Dobriyal). Podczas ucieczki stracił przyjaciela Rama, z którym przeżył całą wojnę. Zrobił trójce zabitych (Subedarowi, Jacobowi i Ramie) symboliczne groby w śniegu. Ciągnięty do granicy przez majora. Złapany tuż przed nią. Jedyny, który przeżył. Nadal przebywa w pakistańskim więzieniu. Wraz z 74 innymi więźniami. Ostatnio widziano ich w 1988 roku.

## Obsada
- Manoj Bajpai – Major Suraj Singh
- Ravi Kishan – kapitan Jacob
- Deepak Dobriyal – porucznik lotnictwa Gurtu
- Chittaranjan Giri – Subedar Ahmed
- Manav Kaul – porucznik lotnictwa Ram
- Kumud Mishra – kapitan Kabir
- Gyan Prakash
- Maj. Bikramjeet Singh
- Sanjeev Wilson – kapitan Karamat
- Piyush Mishra